# Alejandra Lazcano
Alejandra Moreno Lazcano (ur. 31 grudnia 1984 w Meksyku) – meksykańska aktorka, znana głównie z ról telewizyjnych.

## Filmografia
- Virgen de Guadalupe – Jimena de Abla

## Seriale
- Caminos de Guanajuato – María Clara Portillo
- Cielo Rojo – Daniela Encinas
- Pobre Diabla – Daniela
- Valeria – Valeria Hidaglo
- Osaczona (Acorralada) – Diana Soriano de Irasabal
- Corazón Partido – Claudia
- Tormenta de pasiones – Isabel del Castillo
- Córka Ogrodnika – Vanessa Sotomayor
- Duda, La  – Graciela
- Tak jak w kinie  – Sofia
- Catalina i Sebastian – Martina